# Henrik Dyfverman

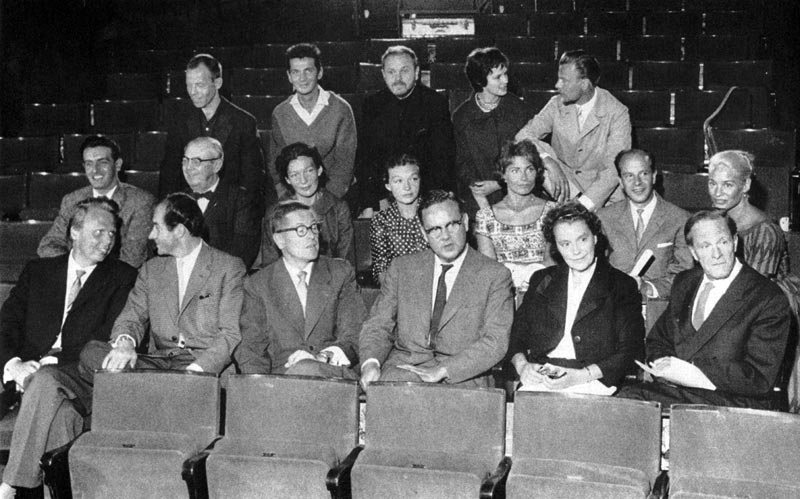
Dyfverman (fila inferior, tercero por la derecga) junto a la compañía teatral televisiva en la temporada 1959/1960

Henrik Dyfverman (18 de marzo de 1912 - 2 de agosto de 1998) fue un productor televisivo y director teatral y cinematográfico de nacionalidad sueca. 

## Biografía
Su nombre completo era Gustaf Henrik Dyfvermani, y nació en el Municipio de Upsala, Suecia, siendo sus padres el pastor religioso Arvid Dyfverman y su esposa, Ingeborg Sandberg. Era hermano menor del topógrafo Carl Johan Dyfverman, y nieto del escultor Carl Johan Dyfverman. 
Dyfverman hizo teatro estudiantil en Upsala, siendo después contratado por Gösta Ekman (sénior) para actuar en el Vasateatern. En 1935 empezó a trabajar como locutor en Sveriges Radio, desde 1938 fue reportero, y a partir de 1939 dirigió radioteatro. Con el inicio de las emisiones televisivas, trabajó en la formación de los primeros productores del medio, llegando a ser más adelante el primer director teatral de la televisión sueca.
En noviembre de 2004 publicó su hijo Martin Dyfverman, conocido por trabajar en la emisora Radio Örebro, el libro de memorias titulado Den första TV-teatern : 1954-1969 : Henrik Dyfverman med flera om en nation (ISBN 91-631-6099-4).
Henrik Dyfverman falleció en Estocolmo, Suecia, en el año 1998. Fue enterrado en el Cementerio Skogskyrkogården de esa ciudad. Desde 1942 estuvo casado con Marthe Fristedt (1914–1986), hija de Gustaf Fristedt y Rut Wiksell. Fueron padres de Tomas Dyfverman (1944–2009) y Martin Dyfverman (nacido en 1947).

## Filmografía

### Actor
- 1935 : Ungdom av idag
- 1938 : Kamrater i vapenrocken
- 1942 : En äventyrare
- 1948 : Var sin väg

### Director
- 1965 : Gustav Vasa (TV)
- 1961 : Swedenhielms (TV)
- 1957 : En minnesfest (TV)

### Guionista
- 1980 : Swedenhielms (TV)
- 1961 : Swedenhielms (TV)

### Productor
- 1960 : Oväder (TV)
- 1959 : Måsen (TV)
- 1959 : Den inbillade sjuke (TV)
- 1958 : Rabies (TV)
- 1958 : Venetianskan (TV)
- 1957 : Herr Sleeman kommer (TV)
- 1954 : När man köper julklappar (TV)

## Teatro (selección)

### Actor
- 1934 : Män i vitt, de Sidney Kingsley, dirección de Per Lindberg, Vasateatern[2]
- 1935 : Karriär-karriär, de Gábor Drégely, dirección de Gösta Ekman (sénior), Vasateatern[3]

### Director
- 1947 : Krigsmans erinran, de Herbert Grevenius, Blancheteatern
- 1948 : Hamlet, de William Shakespeare, Stockholmsteatern
- 1951 : Colombe, de Jean Anouilh, Malmö stadsteater